# Паленсиана
Паленсиана (на испански: Palenciana) е населено място и община в Испания. Намира се в провинция Кордоба, в състава на автономната област Андалусия. Общината влиза в състава на района (комарка) Суббетика. Заема площ от 17 km². Населението му е 1584 души (по преброяване от 2006 г.). Разстоянието до административния център на провинцията е 104 km.

## Демография
| 1996 | 1998 | 1999 | 2000 | 2001 | 2002 | 2003 | 2004 | 2005 | 2006 |
| ---- | ---- | ---- | ---- | ---- | ---- | ---- | ---- | ---- | ---- |
| 1563 | 1560 | 1569 | 1571 | 1572 | 1584 | 1567 | 1565 | 1579 | 1584 |